# Farden
Farden (deutsch Fardün) ist eine Dorfsiedlung in der Gemeinde Muntogna da Schons der Region Viamala des Schweizer Kantons Graubünden.
Die ehemalige politische Gemeinde Farden bildete 1875 bis 2002 mit Patzen die politische Gemeinde Patzen-Fardün. Mit der Fusion wurden die Namen 2003 offiziell romanisiert. Von 2003 bis 2020 gehörte Farden zur Gemeinde Donat.

## Geschichte
Die Dorfsiedlung liegt auf 1164 m ü. M. am unteren Schamserberg und wurde 1219 als de Faldaone erstmals erwähnt. Die urkundlich nicht erwähnte Burgstelle La Tur war möglicherweise Sitz der Herren von Patzen. 1407 wurde die Stiftung der Kapelle St. Nikolaus gegründet. Die Reformation erfolgte vor 1538. Farden hatte ein Niederes Gericht mit den Nachbarschaften Patzen, Donath, Casti und Clugin innerhalb der Gerichtsgemeinde Schams bis 1851.
1835 hatte Farden 65 Einwohner, 1999 waren es 39. Der Bau der Fahrstrasse von Donat erfolgte 1904 bis 1906. Viehwirtschaft dominiert in Farden. Im Jahr 2000 waren 44 Prozent der Bewohner romanischsprachig.